# کیلونگ
کیلونگ (به لاتین: Keelung) یک سکونتگاه مسکونی در تایوان است که در استان تایوان تایپه واقع شده‌است.

## خصوصیات
کیلونگ ۱۳۲٫۷۵۸۹ کیلومترمربع مساحت و ۳۷۳٬۰۷۷ نفر جمعیت دارد.

## خواهرخوانده
شهرهای باکلود، داوائو سیتی، رزمید، کالیفرنیا، سالت‌لیک‌سیتی، ثاندر بی، یاکیما، واشینگتن، آب‌سنگ حلقوی بیکینی، کورپس کریستی، لندن شرقی و میاکوجیما، اوکیناوا خواهرخوانده‌های کیلانگ هستند.

## نگارخانه

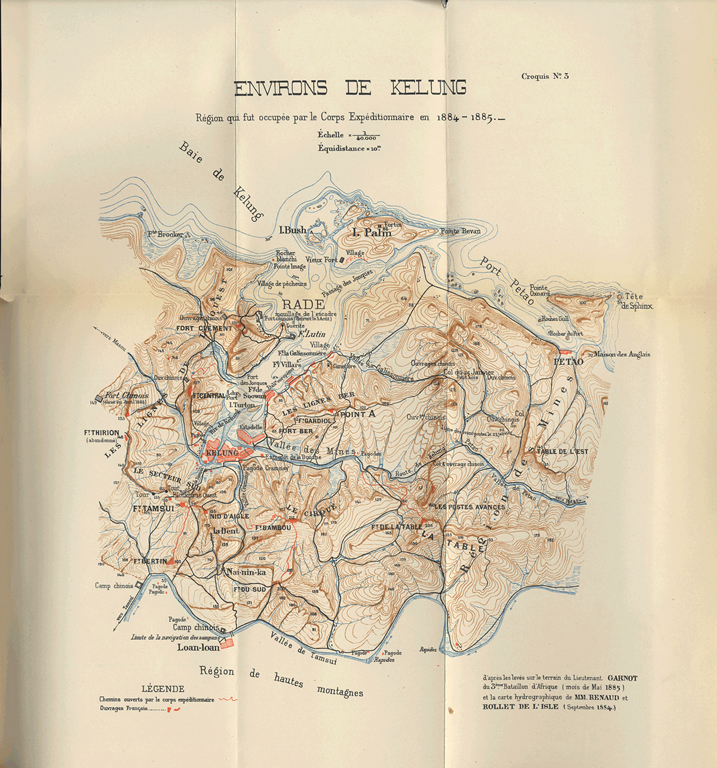
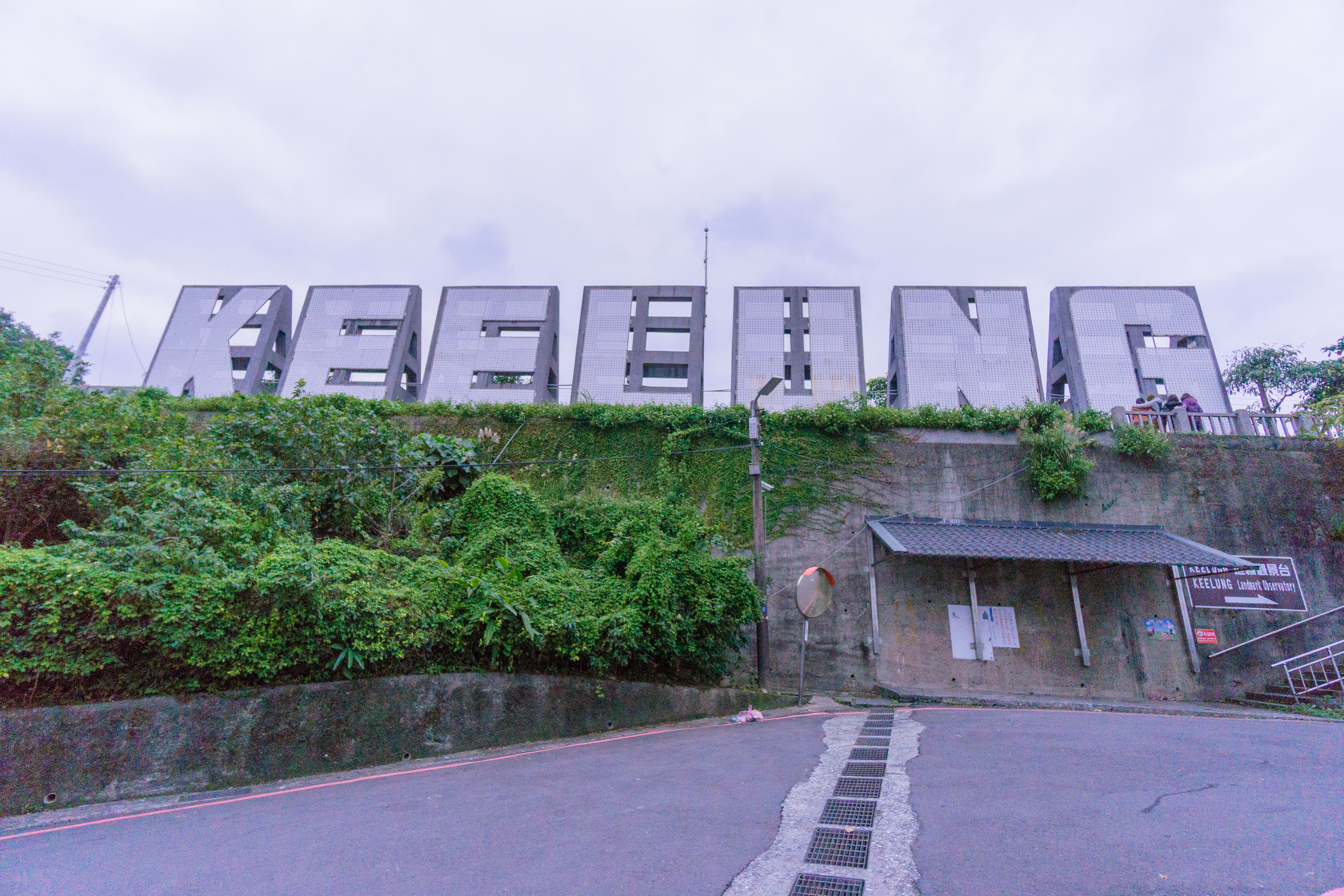